# Jack Atherton
John James „Jack“ Atherton (* 3. Quartal 1917 in Preston; † 1961) war ein englischer Fußballspieler. 

## Karriere
Atherton kam im Alter von 16 Jahren zum Erstligisten Preston North End, kam dort allerdings in vier Spielzeiten nur zu vier Einsätzen. Im Mai 1938 wechselte der Halbstürmer für £250 zu Brighton & Hove Albion in die Third Division South. Auch dort konnte er sich in der Spielzeit 1938/39 nicht in die Stammmannschaft spielen, trotz eines Doppelpacks bei seinem dritten Einsatz gegen Notts County. Mit dem Ausbruch des Zweiten Weltkriegs endete seine Fußballerlaufbahn abrupt. Während der Kriegszeit trat er fußballerisch nicht in Erscheinung. Atherton war noch bis Mai 1947 bei Brighton & Hove Albion registriert, ehe er auf die Transferliste gesetzt wurde, ein Interessent fand sich allerdings nicht. 